# جون ماكدونالد (لاعب كرة قدم أمريكية)
جون ماكدونالد (بالإنجليزية: John McDonald)‏ هو لاعب كرة قدم أمريكية أمريكي، (و. 1900  م).